# Neora

Historisches Logo

Neora ist ein US-amerikanischer Kosmetikhersteller mit Hauptsitz in Addison im US-Bundesstaat Texas. Schwerpunkt sind Anti-Aging-Hautpflegeprodukte. Das unter dem Markennamen „Nerium“ bekannte Unternehmen agierte 2017 in neun Ländern.

## Unternehmen
Nerium International entwickelt und verkauft Anti-Aging-Pflegeprodukte. Seit der Gründung 2011 und der Einführung der Nerium Age Defying Nachtcreme expandierte das Unternehmen von Nordamerika aus nach Südamerika und in den asiatischen Markt. Mit einem Umsatz von 1 Milliarde US-Dollar in vier Jahren gehört Nerium International zu den schnellst wachsenden Unternehmen im Bereich Konsumgüter und Services.
Nerium International wurde im August 2011 in Addison, Texas, USA, vom derzeitigen Geschäftsführer Jeff Olsen gegründet.
Der Name Nerium ist von dem wissenschaftlichen Namen Nerium Oleander abgeleitet, einem weiß oder rosa blühenden Oleander.
Nerium ist außer den USA  auch in Mexiko, Kolumbien, Kanada, Korea, Japan, Australien, Neuseeland und Hong Kong tätig. Im ersten Jahr setzte das Unternehmen 100 Millionen US-Dollar um. In den ersten 5 Jahren erzielte Nerium insgesamt 1,5 Milliarden Dollar Umsatz. Seit dem vierten Quartal 2017 ist Nerium International auch auf dem europäischen Markt verfügbar, mit derzeitigen Geschäftsfeldern in Deutschland und Österreich.
Im Februar 2019 firmierte Nerium in Neora um.

## Kritik
Die Federal Trade Commission kündigte 2019 eine Klage gegen Neora an. Grund hierfür war der Vorwurf des Betriebs eines illegalen Pyramidensystems sowie die Verwendung irreführender Bewerbung von Produkten als „bahnbrechendes Gegenmittel für schwere Gehirnerkrankungen“.
Die nachfolgende gerichtliche Auseinandersetzung wurde 2024 im Sinne von Neora beendet.